# スカイラー郡 (ニューヨーク州)
スカイラー郡（英: Schuyler County）は、アメリカ合衆国ニューヨーク州の南西部に位置する郡である。2010年国勢調査での人口は18,343人であり、2000年の19,224人から4.6%減少した。郡庁所在地はワトキンスグレン村（人口1,859人）であり、同郡で人口最大の村でもある。郡名はアメリカ独立戦争の大陸軍で少将に指名された4人の1人、フィリップ・スカイラーに因んで名付けられた。

## 歴史
1683年にニューヨーク植民地で郡が作られたとき、現在のスカイラー郡地域はオールバニ郡に属していた。これは巨大な郡であり、ニューヨーク州北部とバーモント州の全てを含んでおり、さらに理論的には西の太平洋岸まで広がっていた。1766年7月3日に、カンバーランド郡を分離し、1770年3月16日にグロスター郡を分離したが、どちらも現在はバーモント州に含まれている。
1772年3月12日、オールバニ郡の残りが3つに分割され、1つはオールバニ郡の名前で残った。1つは西部に作られたトライアン郡だった。トライアン郡の東部境界は現在のスケネクタディ市の西約5マイル (8 km) にあり、アディロンダック山地の西側と、デラウェア川西支流より西の領域を含んでいた。トライオン郡に指定された地域には現在のニューヨーク州37郡が入っている。ニューヨーク植民地総督のウィリアム・トライアンに因んで名付けられた。
1776年に先立つ年に、トライアン郡のロイヤリストは大半がカナダに逃亡した。アメリカ独立戦争を終わらせた条約締結に続いて、トライアン郡はモンゴメリー郡に改名された。これは独立戦争時の将軍リチャード・モントゴメリーに因む命名だった。モントゴメリーはカナダで数か所を占領した後、ケベック市攻略中に戦死した。憎まれたイギリスの総督に代わる命名だった。
1789年、モンゴメリー郡からオンタリオ郡が分離した。このときのオンタリオ郡は現在の領域よりもかなり広かった。現在のアリゲイニー郡、カタラウガス郡、シャトークア郡、エリー郡、ジェネシー郡、モンロー郡、ナイアガラ郡、オーリンズ郡、スチューベン郡、ワイオミング郡、イェーツ郡の全体と、スカイラー郡、ウェイン郡の一部が含まれていた。
1791年、モンゴメリー郡からハーキマー郡が、オチゴ郡やタイオガ郡と共に分離した。
1794年、ハーキマー郡を分割してオノンダガ郡が設立された。オノンダガ郡には現在のカユガ郡、セネカ郡、トンプキンス郡が含まれていた。
1796年、オンタリオ郡の一部からスチューベン郡が分離設立された。スチューベン郡も現在よりは大きかった。
1798年、タイオガ郡から分離してシェマング郡が設立された。その領域には現在のスカイラー郡となる領域の一部が含まれていた。
1799年、オノンダガ郡を分割してカユガ郡が設立された。当時のカユガ郡には現在のセネカ郡とトンプキンス郡、さらにスカイラー郡の一部が含まれていた。
1804年、セネカ郡がカユガ郡から分離して設立された。1817年、セネカ郡の一部とカユガ郡の残りの一部を併せてトンプキンス郡が作られた。
1823年、スチューベン郡とオンタリオ郡の一部を併せ、イェーツ郡が設立された。
1854年、スチューベン郡、シェマング郡、トンプキンス郡のそれぞれ一部を併せ、スカイラー郡が設立された。

## 地理
スカイラー郡はニューヨーク州西部にあり、イサカ市の西、セネカ湖の南端に位置している。郡の北部にはフィンガーレイクス国立の森がある。アメリカ合衆国国勢調査局に拠れば、郡域全面積は342平方マイル (890 km2)であり、このうち陸地329平方マイル (850 km2)、水域は14平方マイル (36 km2)で水域率は3.95%である。

### 主要高規格道路
- ニューヨーク州道14号線
- ニューヨーク州道79号線
- ニューヨーク州道224号線
- ニューヨーク州道226号線
- ニューヨーク州道414号線

### 隣接する郡
- セネカ郡 - 北
- トンプキンス郡 - 東
- シェマング郡 - 南
- スチューベン郡 - 西
- イェーツ郡 - 北西

### 国立保護地域
- フィンガーレイクス国立の森（部分）

## 人口動態
以下は2000年国勢調査による人口統計データである。
| 基礎データ - 人口: 19,224人 - 世帯数: 7,374 世帯 - 家族数: 5,191 家族 - 人口密度: 23人/km2（58人/mi2） - 住居数: 9,181 軒 - 住居密度: 11軒/km2（28軒/mi2） 人種別人口構成 - 白人: 96.48% - アフリカン・アメリカン: 1.45% - ネイティブ・アメリカン: 0.40% - アジア人: 0.29% - 太平洋諸島系: 0.03% - その他の人種: 0.36% - 混血: 0.99% - ヒスパニック・ラテン系: 1.22% 先祖による構成 - ドイツ系：17.3% - イギリス系：15.5% - アイルランド系：13.9% - アメリカ人：11.8% - イタリア系：11.4% 言語による構成 - 英語：97.1% - スペイン語：1.1% | 年齢別人口構成 - 18歳未満: 25.3% - 18-24歳: 7.9% - 25-44歳: 26.6% - 45-64歳: 25.4% - 65歳以上: 14.6% - 年齢の中央値: 39歳 - 性比（女性100人あたり男性の人口） - 総人口: 100.5 - 18歳以上: 96.6 世帯と家族（対世帯数） - 18歳未満の子供がいる: 32.3% - 結婚・同居している夫婦: 55.7% - 未婚・離婚・死別女性が世帯主: 9.7% - 非家族世帯: 29.6% - 単身世帯: 23.6% - 65歳以上の老人1人暮らし: 10.7% - 平均構成人数 - 世帯: 2.52人 - 家族: 2.96人 収入と家計 - 収入の中央値 - 世帯: 36,010米ドル - 家族: 41,441米ドル - 性別 - 男性: 31,549米ドル - 女性: 21,928米ドル - 人口1人あたり収入: 17,039米ドル - 貧困線以下 - 対人口: 11.8% - 対家族数: 8.8% - 18歳未満: 17.1% - 65歳以上: 6.2% |

## 町と村
- ワトキンスグレン村 - 郡庁所在地
- バーデット村
- キャサリン町
- カユタ町
- ディックス町
- ヘクター町
- モントゥア町
- モントゥアフォールズ村
- オデッサ村
- オレンジ町
- レディング町
- タイロン町